# Кредитовий сліп
Сліп — паперовий документ, який підтверджує здійснення операції з використанням ПК й містить набір даних щодо цієї операції та відбиток реквізитів платіжної картки.
При неотриманні коштів по кредитовому чеку/сліпу протягом 30 днів з дня оформлення кредитового чеку/сліпа, Тримач повинен повідомити про це Банк для врегулювання питання з торговою фірмою та надати цей кредитовий чек/сліп.